# Jean-Pierre de Chambrier d'Oleyres
Jean-Pierre de Chambrier d'Oleyres, né le 27 octobre 1753 à Neuchâtel et décédé le 30 décembre 1822 dans la même ville, est un diplomate neuchâtelois au service du royaume de Prusse.

## Biographie
Jean-Pierre de Chambrier d'Oleyres est le fils de Charles-Louis Chambrier, un militaire neuchâtelois qui a passé sa vie comme soldat au service des Provinces-Unies. En 1780, Frédéric II de Prusse lui donne le titre de chambellan et l'envoie à Turin comme ministre plénipotentiaire. Il passe vingt-cinq ans à ce poste. Peu après son arrivée à Turin, il est fait baron. En 1797, il adopte Frédéric-Alexandre de Chambrier, le fils de cousin Frédéric de Chambrier. En 1805, il est nommé ministre plénipotentiaire auprès de la Confédération suisse et assume cette fonction jusqu'en 1814. Une année après son retour de Turin, il préside à la remise de la principauté de Neuchâtel à Napoléon, représenté par le général Nicolas-Charles Oudinot.
En 1814, il est chargé par Frédéric-Guillaume de Prusse de négocier le retour de la principauté de Neuchâtel dans le royaume de Prusse, mission qu'il mène à bien. Il participe également aux négociations qui conduisent à l'acceptation de Neuchâtel comme 21e canton suisse, donnant à ce territoire un statut particulier de principauté-canton qu'il conserve jusqu'en 1848. Toujours en 1814, il est nommé gouverneur de cette principauté et le reste jusqu'en 1822, Friedrich Wilhelm Christian von Zastrow lui succédant en 1823.
À Neuchâtel, il fait partie de la Société du Jardin dès 1769. En 1774, il est reçu membre de l'Académie de Turin, puis de celle de Berlin en 1792. Il est parmi les fondateurs, en 1791, de la Société d'émulation patriotique, et en prend la tête à son retour à Neuchâtel, de 1815 à 1822.

## Prix et distinctions
- Grand-croix de l'Aigle rouge, 1799[1].